# Мезонне
Мезонне́ (фр. Maisonnais) — коммуна во Франции, находится в регионе Центр. Департамент — Шер. Входит в состав кантона Шатле. Округ коммуны — Сент-Аман-Монтрон.
Код INSEE коммуны — 18135.

## География
Коммуна расположена приблизительно в 250 км к югу от Парижа, в 145 км южнее Орлеана, в 55 км к югу от Буржа.
По территории коммуны протекает река Синез.

## Население
Население коммуны на 2008 год составляло 213 человек.
| 1962 | 1968 | 1975 | 1982 | 1990 | 1999 | 2008 |
| ---- | ---- | ---- | ---- | ---- | ---- | ---- |
| 333  | 389  | 326  | 276  | 239  | 221  | 213  |

## Администрация
| Период | Период | Фамилия           | Партия | Примечания |
| ------ | ------ | ----------------- | ------ | ---------- |
| 2001   | 2008   | Жозет Прижан      |        |            |
| 2008   | 2014   | Жан-Поль Дюплесси |        |            |

## Экономика
Основу экономики составляет сельское хозяйство.
В 2007 году среди 143 человек в трудоспособном возрасте (15-64 лет) 85 были экономически активными, 58 — неактивными (показатель активности — 59,4 %, в 1999 году было 66,4 %). Из 85 активных работали 78 человек (49 мужчин и 29 женщин), безработных было 7 (3 мужчин и 4 женщины). Среди 58 неактивных 13 человек были учениками или студентами, 27 — пенсионерами, 18 были неактивными по другим причинам.

## Достопримечательности
- Церковь Сен-Пьер-э-Сен-Поль[фр.] (XII год). Исторический памятник с 1925 года[3]
  - Скульптурная группа «Обучение Богородицы» (XVII век). Исторический памятник с 1908 года[4]
  - Статуя «Богоматерь Орсанская» (XIII век). Исторический памятник с 1913 года[5]
- Монастырь Орсан[фр.] (XVI век). Исторический памятник с 1926 года[6]

## Фотогалерея

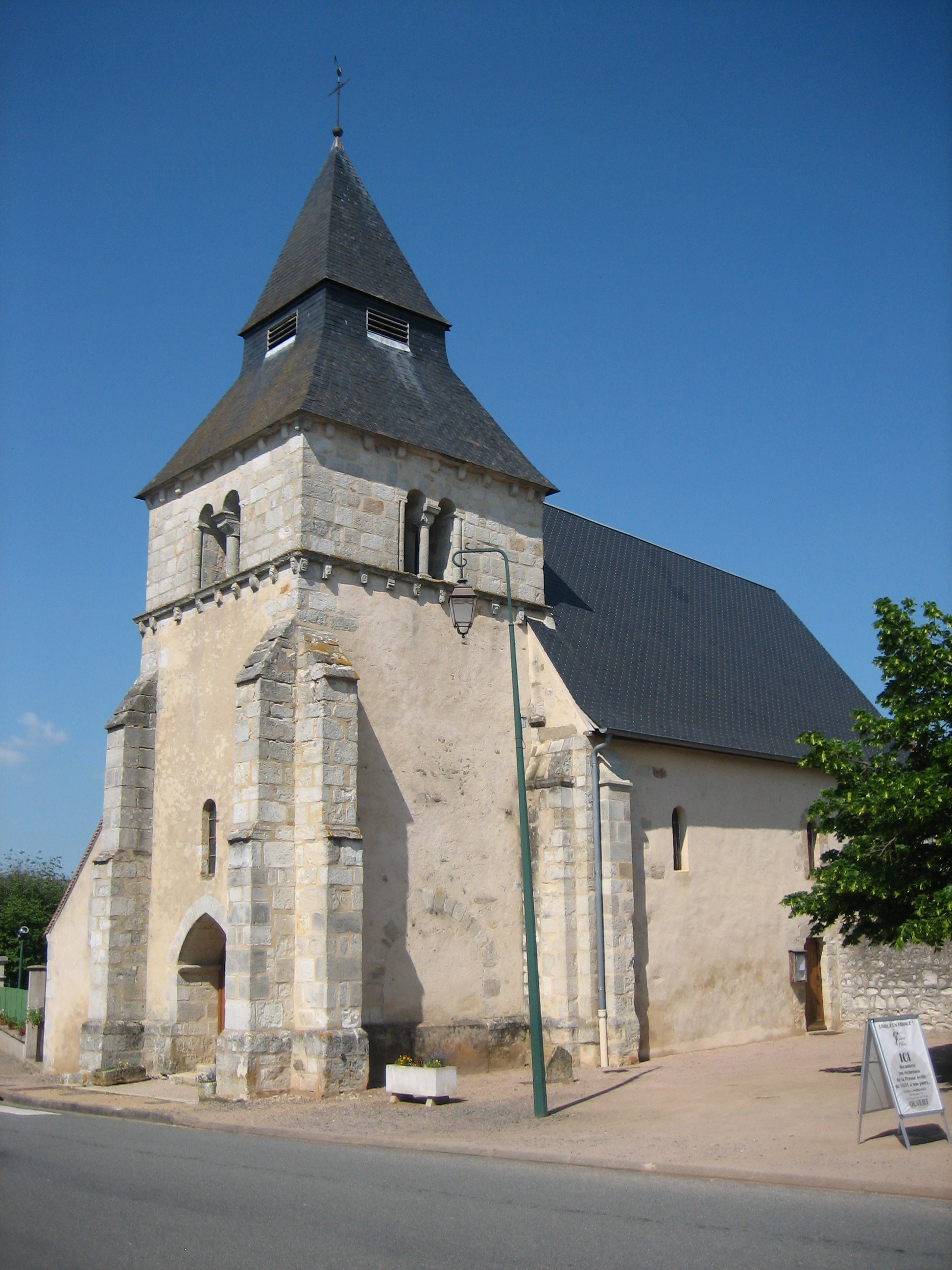
Церковь Сен-Пьер-э-Сен-Поль
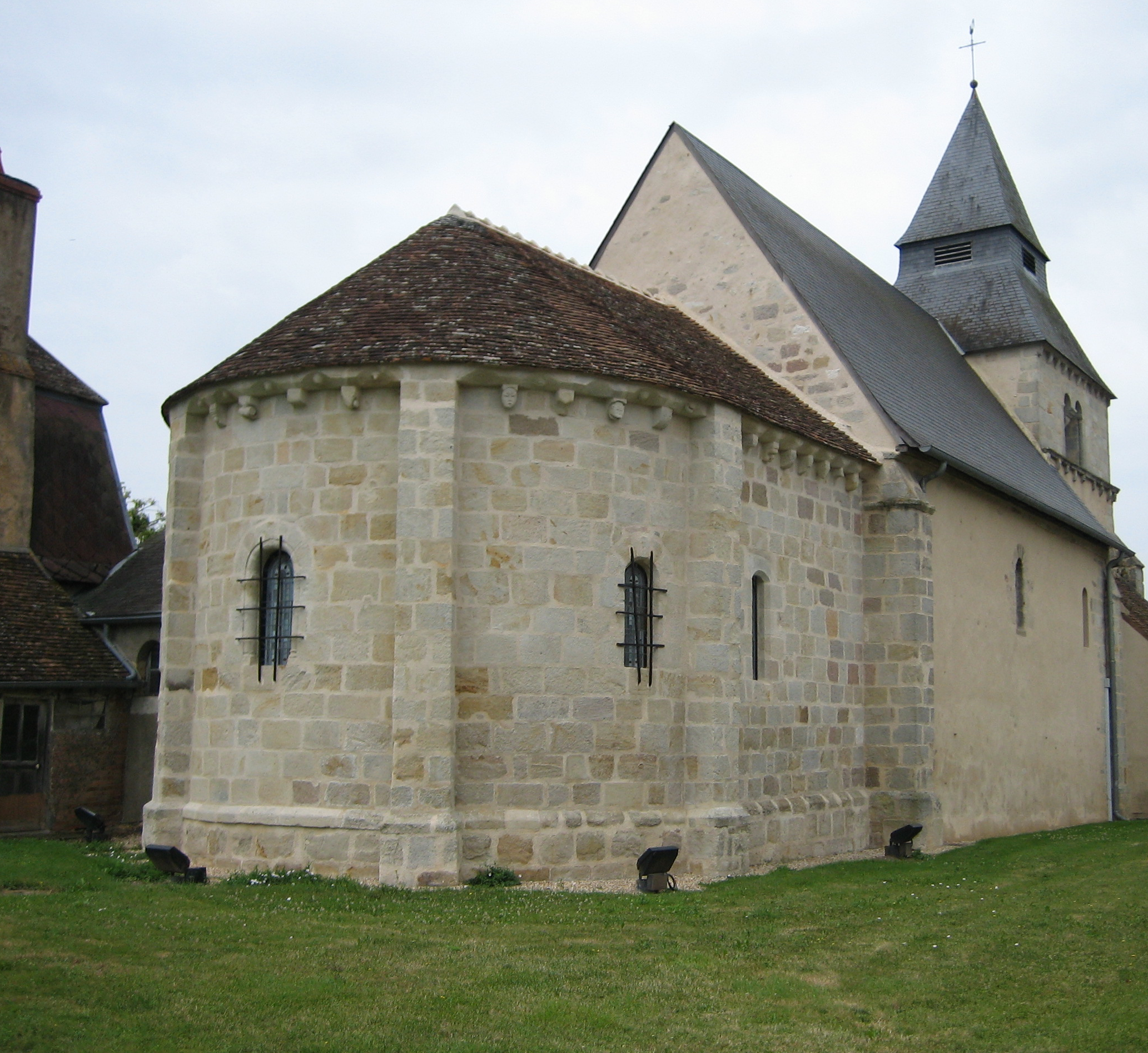
Церковь Сен-Пьер-э-Сен-Поль
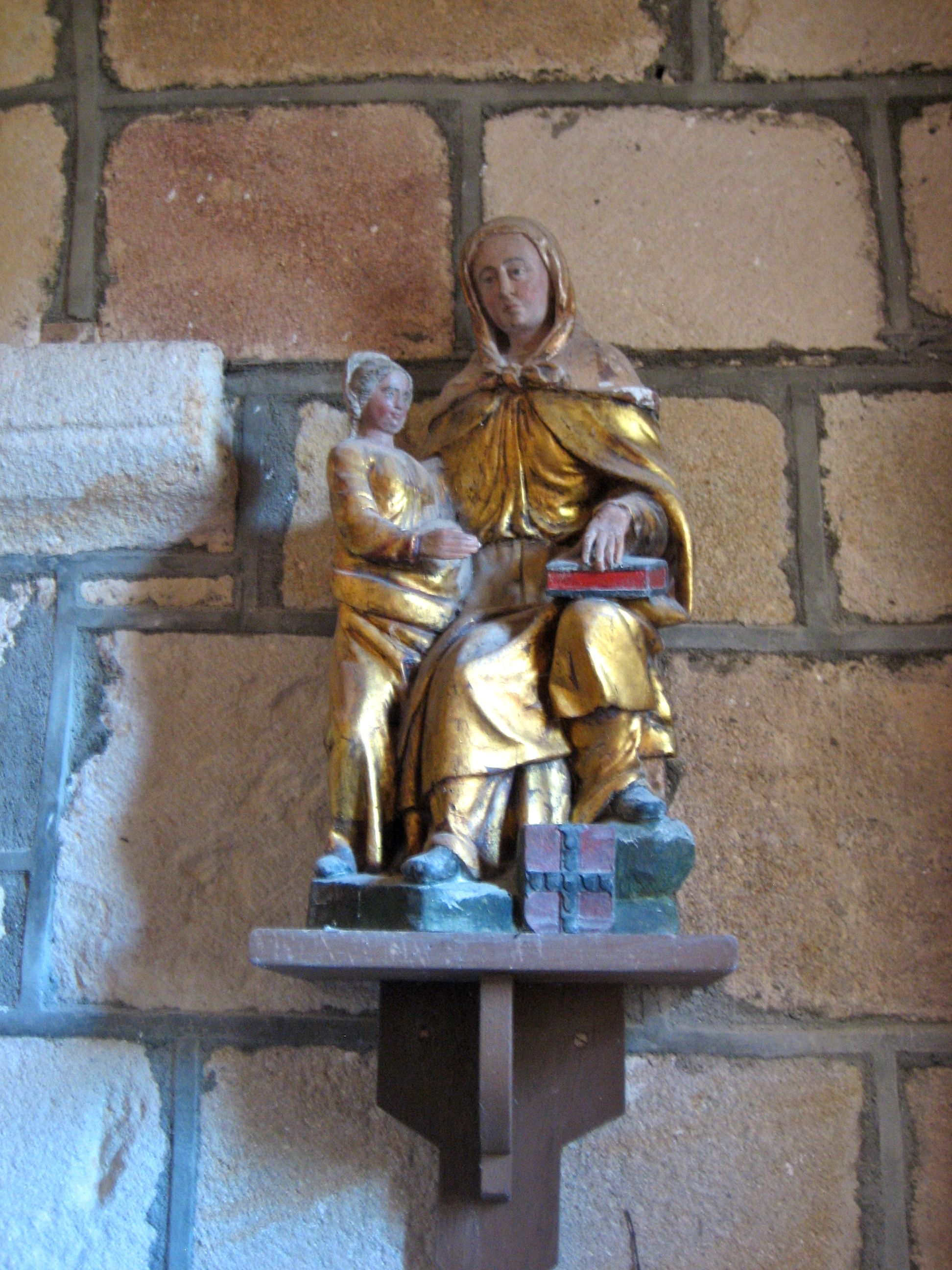
Скульптурная группа «Обучение Богородицы»
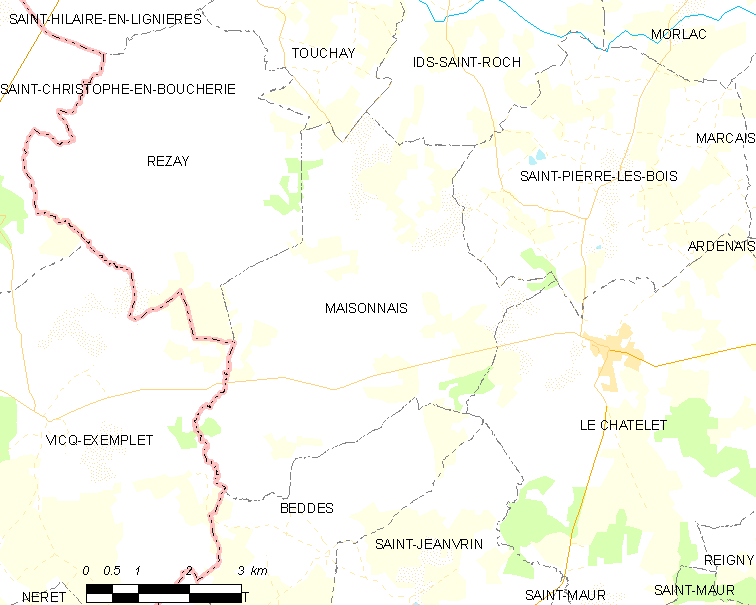
Карта коммуны